# Kaal of Kammen
Kaal of Kammen is een Nederlands jeugdtelevisieprogramma van AVROTROS. Het spelprogramma sluit aan op Zapplive en vormt een onderdeel van het NPO Zapp blok op NPO 3. Het eerste seizoen begon in januari 2016, in augustus 2016 kwam er een tweede en een derde serie en in 2018 een vierde. Van toen af werd niet meer tijdens Zapplive uitgezonden, maar erna als apart programma. De presentatie van het programma was oorspronkelijk in handen van Sascha Visser, sinds 2020 is hij als presentator vervangen door Niek Roozen.

## Format
In het programma gaan vier beste vrienden met elkaar de strijd aan in het uitvoeren van 'vieze', 'pijnlijke', 'brutale' en 'grappige' opdrachten. Deze vier vrienden worden thuis of op school opgehaald en geblinddoekt naar de locatie gebracht waar de aflevering wordt opgenomen. Dit is telkens een andere locatie. Hier spelen ze vier spellen die passen in het thema van de aflevering. De presentator wordt bijgestaan door zijn 'Harries', te herkennen aan hun bivakmuts en rode overall. Aan het eind van elke aflevering wordt bepaald wie de verliezer is en wiens haar daarom wordt afgeschoren door zijn vrienden. Als meerdere vrienden gelijk eindigen op de laatste plaats, worden die allemaal kaalgeschoren.
In het vijfde seizoen zijn er geen vier, maar acht opdrachten in vier categorieën. Elke categorie kent een makkelijke en een moeilijke opdracht. De kandidaten dienen om de beurt aan een schijf te draaien en de opdracht waarbij deze stopt uit te voeren. Elke goed uitgevoerde opdracht levert een punt op. Degene die de meeste punten heeft als alle opdrachten zijn gespeeld, krijgt een voordeel in het finalespel. Dit is een spel dat met alle kandidaten tegelijk gespeeld wordt. Degene die daarbij als laatste eindigt wordt kaalgeschoren. Ook hierbij geldt dat als meerdere kandidaten op de laatste plek eindigen, deze allemaal kaalgeschoren worden.